# Santa María Tonaya
Santa María Tonaya är en ort i Mexiko.   Den ligger i kommunen Tlapa de Comonfort och delstaten Guerrero, i den sydöstra delen av landet, 240 km söder om huvudstaden Mexico City. Santa María Tonaya ligger 1 821 meter över havet och antalet invånare är 577.
Terrängen runt Santa María Tonaya är kuperad åt nordväst, men åt sydost är den bergig. Runt Santa María Tonaya är det ganska glesbefolkat, med 36 invånare per kvadratkilometer. Närmaste större samhälle är Xalatzala, 13,1 km nordväst om Santa María Tonaya. I omgivningarna runt Santa María Tonaya växer huvudsakligen savannskog.